# 51-я гвардейская стрелковая дивизия
51-я гвардейская стрелковая Витебская ордена Ленина Краснознамённая дивизия имени К. Е. Ворошилова — формирование (соединение, стрелковая дивизия) РККА (ВС СССР) во время Великой Отечественной войны. Участвовала в боях на западном направлении. Боевой период: 23.11.1942 — 2.2.1943; 15.2.1943 — 30.9.1943; 15.10.1943 — 9.5.1945
Полное наименование к маю 1945 году — 51-я гвардейская стрелковая Витебская ордена Ленина Краснознамённая дивизия имени К. Е. Ворошилова.

## История и предшественники
Свою историю дивизия ведёт от сформированной из числа бакинских рабочих в 5.10.1922 года Армянской стрелковой дивизии. Затем эта дивизия имела наименования 76-я Армянская стрелковая Краснознамённая дивизия им. К. Е. Ворошилова (с 10.1931), 76-я Армянская горнострелковая Краснознамённая дивизия им. К. Е. Ворошилова (с 1.07.1936). В 1940 году из-за несоответствия реальному национальному составу её названия из него было убрано указание на армянскую национальную принадлежность. 76-я стрелковая Краснознамённая дивизия им. К. Е. Ворошилова (с 2.02.1942).
За образцовое выполнение боевых заданий командования приказом народного комиссара обороны СССР от 23 ноября 1942 года 76-й стрелковой дивизии было присвоено гвардейское звание и она получила наименование 51-я гвардейская стрелковая ордена Ленина Краснознамённая дивизия им. К. Е. Ворошилова.
За боевые отличия при освобождении Витебска в период Белорусской наступательной операции с 22 июня по 5 июля 1944 года дивизии было присвоено почётное наименование «Витебская».
После окончания войны, в июне 1945 года дивизия была преобразована в механизированную дивизию и стала именоваться 51-я гвардейская механизированная Витебская ордена Ленина Краснознамённая дивизия имени К. Е. Ворошилова
С 25.06.1957 — 51-я гвардейская мотострелковая Витебская ордена Ленина Краснознамённая дивизия.
В 1960 году дивизия была расформирована.
Позднее в целях сохранения боевых традиций её награды и почётные наименования были переданы 29-й гвардейской ракетной дивизии, которая именовалась 29-я гвардейская ракетная Витебская ордена Ленина Краснознамённая дивизия

### Боевой путь
Дивизия отличилась в Сталинградской битве. В знаменательные ноябрьские дни Сталинградского сражения дивизия в составе Юго-Западного фронта вошла в ударную группировку своей армии по прорыву позиций противника на своём направлении. Дивизия действовала слаженно и мужественно на всех участках наступления.
В боях за станицу Клецкую воинские части под командованием Муталлимова, Садыхова, Ахундова, Мамедова, Алибекова, Асланова взяли в плен весь штаб 13-й пехотной дивизии противника и 180 офицеров и солдат.
23 ноября 1942 года за проявленную отвагу, стойкость, мужество, героизм личного состава в тяжёлых оборонительных боях и за завоевание плацдарма на правом берегу реки Дон 76-я стрелковая Краснознамённая дивизия им. К. Е. Ворошилова была преобразована в 51-ю гвардейскую стрелковую дивизию имени К. Е. Ворошилова. Это была первая гвардейская дивизия 21-й армии. В конце месяца её командир Н. Т. Таваркиладзе получил звание генерал-майора. Гвардейское Знамя дивизии было вручено 5 января 1943 года.
27 ноября дивизия в составе армии переправилась на левый берег Дона в районе Калача и начали наступление в восточном направлении, но уже в составе Донского фронта.
И. М. Чистяков. Перелом. В книге «А земля пахла порохом» писал:

10 января 1943 г. началась операция «Кольцо». 51-я гвардейская дивизия наступала в направлении села Карповка. После взятия этого опорного пункта начала преследование врага. 12 числа несколько танков дивизии прорвались к Питомнику, где находился немецкий аэродром и госпитали, и наделали много переполоху в стане врага. 15 января 51-я дивизия совместно с 252-й дивизией освободили Питомник.
22 января 1943 г. началась завершающая стадия операции по окончательному разгрому окружённой группировки противника. 21-я армия должна была наступать в направлении на Гумрак, посёлок Красный Октябрь. Навстречу им из города должна была наступать 62-я армия. Но продвижение шло очень тяжело — немецкие солдаты сражались с отчаянием загнанного зверя. 25 января 51-я дивизия с другими частями армии овладела посёлком Гумрак, где фашисты содержали лагерь советских военнопленных. Из них были сформированы батальоны и отправлены в дивизии армии.

В ночь на 26 января командующий Донским фронтом К. К. Рокоссовский дал приказ прорваться на Мамаев курган и завершить расчленение остатков окружённых немецких войск. Утром этого дня под музыку оркестра воины 51-й дивизии перешли в атаку и вместе с частями 121-й танковой бригады и 52-й дивизии на склонах кургана соединились с частями 13-й гвардейской и 284-й стрелковой дивизий 62-й армии — военная, а равно с ней и историческая задачи были выполнены.— http://monument.volgadmin.ru/start.asp?np=12-9
Дивизия участвовала в прорыве оборонительных рубежей немецких войск северо-западнее Сталинграда, первой из частей 21-й армии ворвалась в город и 26 января 1943 года соединилась с частями 13-й дивизии М. А. Родимцева. Указом Президиума Верховного Совета СССР от 19 июня 1943 года за успешные действия при разгроме немецко-фашистских войск под Сталинградом дивизия награждается орденом Ленина.
После Сталинграда дивизия в составе 6-й гвардейской армии с 5 июля по 23 августа 1943 года принимала участие в Курской битве, в освобождении городов Курск, Белгород, Харьков.
В ходе Курской битвы части дивизии занимали оборону в районе Обояни. С началом немецкого наступления 5 июля и последующие трое суток на рубежах обороны дивизии шло непрерывное сражение. Вечером 8 июля соединения 6-й гвардейской армии отошли на второй рубеж обороны, и окончательно измотав противника, остановили его продвижение вперёд. По окончании Курской битвы дивизия в составе 6-й гвардейской армии продолжала наступление на Белгородско — Харьковском направлении.
В сентябре 1943 г. дивизия в составе армии переброшена под Ленинград и в составе 2-го Прибалтийского фронта прорывает оборону немцев северо-восточнее Невеля.
С октября 1943 до начала января 1944 года дивизия в составе 2-го Прибалтийского фронта занимала оборону северо-западнее г. Невель, а затем принимала участие в разгроме Невельской группировки противника.
В феврале 1944 г. дивизия в составе армии передана 1-му Прибалтийскому фронту.
С 23 июня 1944 года в составе 1-го Прибалтийского фронта участвовала в Белорусской наступательной операции «Багратион», пройдя с непрерывными боями путь в 250 км, форсировав четыре водные преграды, в том числе дважды реку Западная Двина.
В ходе операции «Багратион» наши войска замкнули кольцо сопротивления вокруг Витебской группировки немцев и 4 июля 1944 года освободили г. Полоцк. За успешные бои с 22 июня по 5 июля 1944 года дивизии присвоено почётное наименование «Витебская» а трём её полкам (154, 156 и 158-й) было присвоено наименование «Полоцкие».
Летом 1944 года дивизия не выходила из боёв, освобождая Прибалтику, преследуя противника по линии Полоцк-Турмантас, Ионишкис-Тришкяй, Бене-Приекуле.
В октябре 1944 года дивизия северо-западнее г. Шяуляй прорвала сильно укреплённую оборону противника и за 5 дней продвинулась более 90 км, в том числе уничтожив при этом до 100 солдат и офицеров противника, уничтожено и захвачено танков −32, винтовок и автоматов −759, пулемётов — 125 и много другого имущества. За успешные осенние бои 1944 года 156-й и 158-й стрелковые полки были награждены орденами Кутузова 3-й степени и Красного Знамени.
В дальнейших боях октябрь 1944 — май 1945 года дивизия провела ряд наступательных боёв в районе Приекуле Ленинградского фронта.
Последние операции дивизия провела в тяжёлых боях по уничтожению окружённой Курляндской группировки противника.
Вместе с войсками 1-го Прибалтийского фронта дивизия совершила знаменитый бросок к берегам Балтийского моря, где и закончила Великую Отечественную войну.
В дивизии воспитано 32 Героя Советского Союза, среди них: Арендаренко И. И., Ковтунов Г. Н., Лапата Н. И., Луцевич А. Ф., Сушков Ф. Т., Стемпковская Е. К., Тогузов К. Т., Угловский М. Н., Фалин Д. К. и др. 9 воинов стали полными кавалерами орденов Славы. В боевой путь дивизии золотыми буквами вписаны героические дела гвардейцев Айтыкова И., Белова М. Н., Власова А. А., Григорьева А. И., Гутченко П. Л., Досова К., Кабрибова М. Н., Кочара Р., Красильникова А. И., Корнеева П. А., Печерского Г. Н., Старцева А. П., Таварткиладзе Н. Т., Ханджяна А. Г., Хачатряна А. М., Хочелавы К. М., Шкурбы П. Г. и многих других.

### В послевоенный период
После окончания войны, в июне 1945 года дивизия была преобразована в механизированную дивизию и стала именоваться 51-я гвардейская механизированная Витебская ордена Ленина Краснознамённая дивизия имени К. Е. Ворошилова
С 25.06.1957 — 51-я гвардейская мотострелковая Витебская ордена Ленина Краснознамённая дивизия.
В 1950-х годах 51-я гвардейская механизированная дивизия входила в состав 10-го армейского корпуса Прибалтийского военного округа. Дивизия дислоцировалась в Латвийской ССР:
- Штаб дивизии располагался в г. Лиепая
- танковый и артиллерийский полки — пос. Паплака
- два кадрированных механизированных полка и танковый батальон — г. Приекуле
- механизированный полк — г. Вентспилс.

В 1960 году дивизия была расформирована. 10 марта 1960 года в соответствии с директивой Генерального штаба Вооружённых Сил СССР 51-я гвардейская мотострелковая дивизия (формирования 1957 года) приступила к расформированию. Основной личный состав был передан на укомплектование РВСН. В целях увековечивания славы и боевых заслуг дивизии её Боевое Знамя, награды и почётные наименования переданы сформированной 5.5.1960 ракетной дивизии, которая стала именоваться 29-я гвардейская ракетная Витебская ордена Ленина Краснознамённая дивизия. 17 октября 1961 года состоялась передача Боевого Знамени 51-й гвардейской стрелковой дивизии.
На базе 138-го гвардейского артиллерийского Краснознамённого полка был сформирован 344-й ракетный полк 29-й ракетной дивизии.

## Состав
- 154-й гвардейский стрелковый Полоцкий полк
- 156-й й гвардейский стрелковый Полоцкий ордена Кутузова полк
- 158-й гвардейский стрелковый Полоцкий Краснознамённый полк
- 122-й гвардейский артиллерийский полк
- 60-й отдельный гвардейский истребительно-противотанковый дивизион
- 68-я отдельная гвардейская зенитная артиллерийская батарея (до 20.4.43 г.)
- 52-я отдельная гвардейская разведывательная рота
- 59-й отдельный гвардейский сапёрный батальон
- 78-й отдельный гвардейский батальон связи
- 563-й (62-й) отдельный медико-санитарный батальон
- 53-я отдельная гвардейская рота химической защиты
- 1-я (55-я) автотранспортная рота
- 9-я (57-я) полевая хлебопекарня
- 4-й (48-й) дивизионный ветеринарный лазарет
- 6-я полевая почтовая станция
- 2-я полевая касса Государственного банка[6]

## Вышестоящие воинские части
| Дата            | Фронт (округ)           | Армия                 | Корпус                             |
| --------------- | ----------------------- | --------------------- | ---------------------------------- |
| 01.12.1942 года | Донской фронт           | 21-я армия            |                                    |
| 01.03.1943 года | Центральный фронт       | 21-я армия            |                                    |
| 01.04.1943 года | Воронежский фронт       | 21-я армия            |                                    |
| 01.05.1943 года | Воронежский фронт       | 6-я гвардейская армия | 23-й гвардейский стрелковый корпус |
| 01.10.1943 года | Резерв Ставки ВГК       | 6-я гвардейская армия | 23-й гвардейский стрелковый корпус |
| 01.11.1943 года | 2-й Прибалтийский фронт | 6-я гвардейская армия | 23-й гвардейский стрелковый корпус |
| 01.03.1944 года | 1-й Прибалтийский фронт | 6-я гвардейская армия | 23-й гвардейский стрелковый корпус |
| 01.03.1945 года | 2-й Прибалтийский фронт | 6-я гвардейская армия | 23-й гвардейский стрелковый корпус |
| 01.04.1945 года | Ленинградский фронт     | 42-я армия            | 23-й гвардейский стрелковый корпус |
| 01.05.1945 года | Ленинградский фронт     | 67-я армия            | 23-й гвардейский стрелковый корпус |

## Командование
Дивизией командовали:

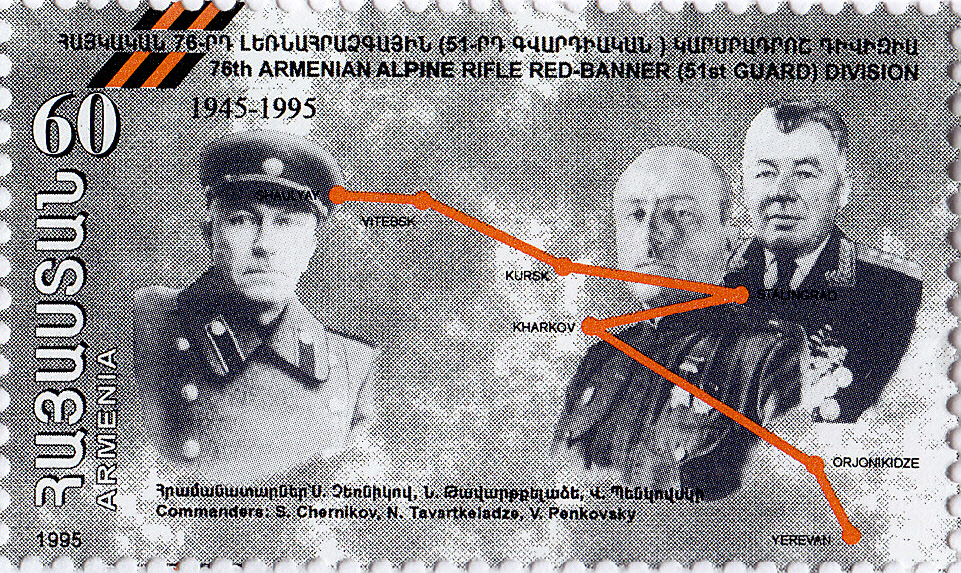
Командиры 51-й гвардейской стрелковой дивизии (76-й стрелковой дивизии) С. В. Черников, Н. Т. Таварткиладзе и В. А. Пеньковский. Юбилейная марка Республики Армения.

- гв. генерал-майор Таварткиладзе, Николай Тариелович с 23 ноября 1942 по 20 июля 1943
- гв. полковник Сухов, Иван Матвеевич с 27 июля 1943 по 17 сентября 1943
- гв. полковник Каладзе, Николай Иванович с 18 сентября 1943 по 26 января 1944
- гв. генерал-майор Черников, Сергей Васильевич с 27 января 1944 по 23 августа 1944
- гв. полковник Пряхин, Иван Фёдорович с 24 августа 1944 по сентябрь 1945
- гв. генерал-майор Введенский, Константин Владимирович с 30 октября 1945 по май 1946
- гв. полковник Морозов, Иван Константинович с мая 1946 по 27 февраля 1950
- гв. полковник, с 3.08.1953 гв. генерал-майор Сухов, Иван Матвеевич с 27 февраля 1950 по 5 марта 1954
- гв. полковник, с 8.08.1955 гв. генерал-майор Жуков, Владимир Степанович с 5 марта 1954 по 3 ноября 1956
- гв. полковник, с 25.05.1959 гв. генерал-майор Тоболов, Григорий Михайлович с 3 ноября 1956 по 30 июня 1960

заместители командира дивизии:
- гв. полковник Хохлов, Василий Данилович с января 1943 по март 1943

полками командовали
- 154 гв. сп: (до 23.11.1942 был 93 сп 76 сд (1ф))
- Сушков Филипп Тимофеевич (23.11.1942 — 07.08.1943), ранен
- Белов Михаил Константинович (с 20.01.1943)
- Савченко Григорий Давидович (07.08.1943 — 01.10.1943)
- Сушков Филипп Тимофеевич (01.10.1943 — 12.01.1944)
- Кийко Константин Гаврилович (с 24.01.1944)
- Пономарёв Михаил Кузьмич (16.08.1944 — 22.02.1945)
- Погадаев Николай Иванович (22.02.1945 — 17.05.1946)
- Пузанов, Лев Илларионович, гвардии полковник (с 17.05.1946)
- Ляпунов Василий Дмитриевич (?)

- 156 гв. сп: (до 23.11.1942 был 207 сп 76 сд (1ф))
- Пономаренко Иван Родионович (23.11.1942 — 26.02.1943)
- Сушков Филипп Тимофеевич (по 06.01.1943), болезнь
- Савченко Григорий Давидович (14.03.1943 — 19.03.1943)
- Московский Пётр Григорьевич (30.05.1943 — 25.06.1943)
- Крутов Пётр Владимирович (04.06.1943 — 30.10.1943), отстранён
- Лехман Георгий Николаевич (30.10.1943 — 11.02.1944)
- Дедов Иван Семёнович (12.02.1944 — 24.02.1944)
- Храбров Николай Николаевич (24.02.1944 — 03.12.1944), ранен
- Росовский Александр Иосифович (12.12.1944 — 20.09.1945)
- Братановский Дмитрий Антонович (20.09.1945 — 28.01.1946)
- Малыгин Виктор Иванович (28.01.1946 — 17.05.1946)
- Шляпин Геннадий Фадеевич (с 17.05.1946)
- Иванов Алексей Викторович (?)

- 158 гв. сп: (до 23.11.1942 был 216 сп 76 сд (1ф))
- Малыгин Алексей Васильевич (по 13.05.1942 (?)), погиб 13.02.1945
- Коваленко Пётр Захарович (23.11.1942 — 06.02.1943), умер от ран
- Белов Михаил Константинович (04.06.1943 — 12.01.1944)
- Ореховский Владимир Николаевич (13.12.1944 — 07.01.1946)
- Малыгин Виктор Иванович (07.01.1946 — 28.01.1946)
- Рыжков Иван Семёнович (с 17.05.1946)

## Наименования и награды
- 12.1935 —  Орден Красного Знамени- награждена постановлением Президиума ЦИК СССР (в честь 15-летия ЗакВО)
- 04.12.1935 — присвоено имя К. Е. Ворошилова
- 20.11.1942 —  Почетное звание «Гвардейская»- присвоено приказом Народного комиссара обороны СССР за проявленную отвагу в боях за Отечество с немецкими захватчиками, за стойкость, мужество, дисциплину и организованность, за героизм личного состава
- 19.06.1943 —  Орден Ленина — награждена указом Президиума Верховного Совета СССР от 19 июня 1943 года за образцовое выполнение боевых заданий командования на фронте борьбы с немецкими захватчиками и проявленные при этом доблесть и мужество.[8]
- 10.07.1944 — Почётное наименование «Витебская»- присвоено приказом Верховного Главнокомандующего от 10 июля 1944 года за отличие в боях при освобождении города Витебск.

Награды частей дивизии:
- 154-й гвардейский стрелковый Полоцкий полк
- 156-й й гвардейский стрелковый Полоцкий ордена Кутузова[9] полк
- 158-й гвардейский стрелковый Полоцкий Краснознамённый[9] полк

## Отличившиеся воины
За период боевых действий в дивизии 19 114 человек были награждены орденами и медалями СССР.
32 человека получили звание Героя Советского Союза:
- Арендаренко, Иван Иванович, гвардии старший лейтенант, командир батареи 122-го гвардейского артиллерийского полка;
- Айтыков, Изгутты Курманбаевич, гвардии старшина, комсорг батальона 158-го гвардейского стрелкового полка;
- Власов, Алексей Алексеевич, гвардии старшина, командир орудия 122-го гвардейского артиллерийского полка;
- Возликов, Александр Филиппович, гвардии сержант, командир отделения 52-й гвардейской отдельной разведывательной роты;
- Григорьев, Александр Иванович, гвардии младший лейтенант, командир взвода 158-го гвардейского стрелкового полка;
- Гусев, Вениамин Васильевич, гвардии старший лейтенант, командир роты 158-го гвардейского стрелкового полка;
- Зайцев, Вениамин Леонидович, гвардии сержант, разведчик 52-й отдельной гвардейской разведывательной роты;
- Зимин, Евгений Дмитриевич, гвардии старшина, командир отделения 52-й гвардейской отдельной разведывательной роты;
- Илларионов, Степан Илларионович, гвардии ефрейтор, стрелок 158-го гвардейского стрелкового полка;
- Коновалов, Алексей Дмитриевич, гвардии лейтенант, командир курсантской роты гвардейского отдельного учебного батальона;
- Коновалов, Михаил Семёнович, гвардии сержант, командир отделения 158-го гвардейского стрелкового полка;
- Красильников, Алексей Иванович, гвардии старший сержант, пулемётчик 156-го гвардейского стрелкового полка;
- Кутрухин, Константин Прокофьевич, гвардии сержант, командир отделения 156-го гвардейского стрелкового полка;
- Лапата, Николай Иванович, гвардии капитан, командир дивизиона 122-го гвардейского артиллерийского полка;
- Любичев, Михаил Дмитриевич, гвардии лейтенант, командир взвода 154-го гвардейского стрелкового полка;
- Миронов, Григорий Григорьевич, гвардии старший сержант, комсорг батальона 156-го гвардейского стрелкового полка;
- Пархоменко, Никифор Михайлович, гвардии старший сержант, командир отделения разведки 122-го гвардейского артиллерийского полка;
- Саркисов, Армаис Асатурович, гвардии ефрейтор, командир пулемётного расчёта 158-го гвардейского стрелкового полка;
- Старцев, Александр Петрович, гвардии младший сержант, наводчик орудия 122-го гвардейского артиллерийского полка;
- Сушков, Филипп Тимофеевич, гвардии полковник, заместитель командира дивизии;
- Товстухо Василий Иванович, гвардии старший лейтенант, комсорг 156-го гвардейского стрелкового полка;
- Тотмянин, Дмитрий Филиппович, гвардии старший сержант, разведчик 52-й гвардейской отдельной разведывательной роты.
- Угловский, Михаил Николаевич, гвардии майор, командир 122-го гвардейского артиллерийского полка;
- Фалин, Дмитрий Константинович, гвардии старший сержант, помощник командира стрелкового взвода 158-го гвардейского стрелкового полка;
- Шаталин, Алексей Николаевич, гвардии старший сержант, командир орудия 60-го гвардейского отдельного истребительно-противотанкового дивизиона;
- Шестаков, Архип Андреевич, гвардии младший лейтенант, командир взвода 158-го гвардейского стрелкового полка

12 человек стали полными кавалерами орденов Славы.
 Кавалеры ордена Славы трёх степеней.
- Исаев, Иван Дмитриевич, гвардии ефрейтор, разведчик 156 гвардейского стрелкового полка.
- Киршин, Михаил Васильевич, гвардии сержант, разведчик 52 отдельной гвардейской разведывательной роты. Погиб в бою 21 сентября 1944 года.
- Левицкий, Георгий Леонидович, гвардии старшина, помощник командира взвода 156 гвардейского стрелкового полка.
- Павлинчук, Андрей Степанович, гвардии сержант, наводчик станкового пулемёта 158 гвардейского стрелкового полка.
- Усманов, Гайса Идрисович, гвардии старший сержант, командир отделения разведки 122 гвардейского артиллерийского полка.
- Яровой, Иван Савельевич, гвардии старший сержант, помощник командира взвода 52 отдельной гвардейской разведывательной роты.

Навечно зачислены в списки полка:

- 9 мая 1965 года приказом министра обороны СССР № 55 в списки 344-го ракетного полка (г. Приекуле) навечно зачислен Герой Советского Союза гвардии старший сержант Луцевич.
- 9 мая 1965 года приказом министра обороны СССР № 55 навечно зачислен в списки 867-го ракетного полка (г. Добеле) Герой Советского Союза гвардии старший сержант А. И. Красильников.

## Память
В Волгограде есть улица названая в честь 51й Гвардейской дивизии.